# Box2D
Box2D（Box2D）とは、質量・速度・摩擦といった、古典力学的な法則をシミュレーションするゲーム用の2D物理演算エンジンである。
C++で作られたライブラリだが，現在ではActionScript, Java, C#, Python, JavaScriptにも移植されている。円形や多角形の物体の運動をシミュレーションすることができる。GUIを使用して動作を簡単に確認することができるテストベッドが付属している。

## Box2Dを使用したゲーム
- アングリーバード
- いりす症候群!
- 引越し奉行[8]